# Emma Buj Sánchez
Emma Buj Sánchez (Terol, 10 de maig de 1972) és una política espanyola, alcaldessa de la ciutat de Terol des del 10 de febrer de 2016, després de la renúncia del seu antecessor, Manuel Blasco Marqués. Pertany al Partit Popular.

## Biografia
Va néixer a Terol el 10 de maig de 1972. Mare d'un nen, és diplomada en graduat social, ha treballat com a funcionària de carrera a la Diputació Provincial de Terol des de 1995.
En la seva trajectòria política, ha estat regidora de l'Ajuntament de Terol des de 2003 i diputada provincial des de 2007. Ha exercit diversos càrrecs en funció de la legislatura. En la legislatura de 2003 a 2007, va ser portaveu del Grup Popular a l'Ajuntament de Terol, al que li va sumar el càrrec de diputada provincial en la posterior legislatura.
En la legislatura de 2011 a 2015 va ser regidor delegada de Contractació i Patrimoni; diputada delegada de l'Àrea d'Hisenda i Funció Pública, i delegada d'Ajudes Culturals, Socials i Esportives; diputada de l'Institut d'Estudis de Terol i portaveu del Grup Popular en la Diputació Provincial de Terol.
Després de la renúncia de Manuel Blasco Marqués, Emma Buj va prendre possessió del càrrec d'alcaldessa el 10 de febrer de 2016, amb el vot favorable del PP i l'abstenció de Ciutadans.